# Danao City
Pour les articles homonymes, voir Danao.
Danao City est une ville de la province de Cebu, au nord-est de l'île de Cebu, aux Philippines.

## Généralités
Elle est entourée des municipalités de Compostela au sud, Carmen au nord, Asturias (Cebu) à l'ouest et de la Mer des Camotes à l'est.
Carmen (Cebu)
Elle est administrativement constituée de 18 barangays (quartiers/districts/villages) :
Sa population en 2019 est d'un peu moins de 150 000 habitants.